# Tinchy Stryder
Tinchy Stryder, właśc. Kwasi Danquah (ur. 10 czerwca 1987 w Londynie) – brytyjski wokalista, raper, wykonawca muzyki grime, z pochodzenia Ghańczyk.

## Życiorys
Zadebiutował albumem Star in the Hood (promujące single: Breakaway i Something About Your Smile), który wydano 13 sierpnia 2007 lecz przeszedł bez większego rozgłosu. W 2008 wydał single Rollin’ oraz Stryderman które również nie osiągnęły sukcesu (jedynie ten drugi wymieniony wspiął się na 73 miejsce UK Singles Chart). W styczniu 2009 jego muzyka zaczęła cieszyć się powodzeniem a wydany singel Take Me Back nagrany wspólnie z Taio Cruzem trafił na 3 miejsce na liście UK singles Chart, lecz na szczyt trafił singel Number 1 nagrany z grupą N-Dubz. Sukces ten powtórzył utwór Never Leave You nagrany w duecie z Amelle Berrabah z Sugababes, po wydaniu tego singla ukazał się drugi album rapera Catch 22. Najnowszym singlem z albumu jest You're Not Alone który jest coverem utworu grupy Olive i osiągnął tak samo wielki sukces jak Number 1. Na polskich listach przebojów grupuje się wysoko. 8 sierpnia 2010 roku ukazał się singiel In My System wykonany z Ayak Thiik, czyli pierwszy singiel z jego trzeciego studyjnego albumu Third Strike.

## Dyskografia
| Tytuł                                          | Pozycje na listach | Pozycje na listach | Pozycje na listach |
| Tytuł                                          | GBR                | IRE                | EUR                |
| ---------------------------------------------- | ------------------ | ------------------ | ------------------ |
| Star in the Hood Wydany: 13 sierpnia 2007      | 112                | 98                 | -                  |
| Catch 22 Wydany: 17 sierpnia 2009              | 2                  | 9                  | 3                  |
| Third Strike Wydany: 15 listopada 2010         | 2                  | -                  | -                  |
| 360° / The Cloud 9 LP Wydany: 16 kwietnia 2016 | -                  | -                  | -                  |

## Single
- Breakaway (2007)
- Something About Your Smile (2007)
- Stryderman (2008)
- Take Me Back (feat. Taio Cruz) (2009)
- Number 1 (feat. N-Dubz) (2009)
- Never Leave You (feat. Amelle Berrabah) (2009)
- You're Not Alone (2009)
- Gangsta (2010)
- In My System (feat. Jodie Connor) (2010)
- Second Chance (feat. Taio Cruz) (2010)
- Game Over (feat. Giggs, Professor Green, Tinie Tempah, Devlin, Chipmunk, Example) (2010)
- Let It Rain (feat. Melanie Fiona) (2011)
- Spaceship (feat. Dappy) (2011)
- Bright Lights (feat. Pixie Lott) (2012)
- Mainstream money (2007)
- Off the Record" (featuring Calvin Harris and Burns) (2011)
- Help me (2012)
- Misunderstood (2014)
- ESG (2014)
- Imperfection (feat. Fuse ODG) (2015)
- Leg Day (Remix) (featuring feat. Capo Lee, AJ Tracey & Frisco) (2016)
- Made it (2016)
- Bros Dem (featuring Donae'o & President T) (2017)
- Promise (2019)